# David Ayalon
Historien israélien – XXe siècle
David Ayalon, né à Haïfa le 17 mai 1914 et mort le 25 juin 1998 à Jérusalem, est un historien et universitaire israélien, spécialiste du sultanat mamelouk et de l'Islam médiéval.

## Biographie

### Jeunesse et formation
David Ayalon est né à Haïfa sous le nom de David Neustadt et a grandi à Rosh Pina et Zikhron Yaakov. Il étudie à l'École hébraïque Reali de Haïfa (en hébreu : בֵּית-הַסֵּפֶר הָרֵיאָלִי הָעִבְרִי בְחֵיפָה , Bet Hasefer haReali ha'Ivri beHeifa) où il côtoie le philosophe et universitaire Ézéchiel Kaufmann. Il apprend la langue, la culture et la littérature arabe ainsi que l'histoire du peuple juif à l'Université hébraïque de Jérusalem où il entre en 1933.

### Carrière universitaire
Il obtient son doctorat en 1946 sous la direction de Leo Aryeh Mayer (en). Il fonde le département d'études modernes du Moyen-Orient en 1949 et en demeure le directeur jusqu'en 1956. Puis il dirige l'Institut d'études asiatiques et africaines de l'Université hébraïque de Jérusalem de 1963 à 1967.

### Vie privée
David Neustadt change son nom à la fin de la décennie 1940. Il épouse Myriam Rosen-Ayalon, archéologue et universitaire de Université hébraïque de Jérusalem. Il meurt d'un cancer en 1998,.

## Travaux de recherche
David Ayalon est un pionnier dans l'étude de la société militaire mamelouke. Il a étudié la domination du sultanat mamelouk en Syrie et en Égypte du XIIIe siècle au XVe siècle, et ses recherches ont transformé la perception que les historiens avaient de cette société islamique médiévale. Ayalon a travaillé sur le fonctionnement du système militaire mamelouk et le conditionnement des mamelouks dans leur fidélité au pouvoir, ainsi que l’organisation de l’armée du sultanat mamelouk. Il a aussi étudié les liens entre la civilisation islamique et la culture mongole, par exemple l’influence de la loi mongole, la Yassa, sur la société en Égypte. David Ayalon a aussi travaillé sur le statut des eunuques et leur loyauté envers le sultanat, ainsi que sur l'unité de la Wafidiyya.

## Publications

### Ouvrages
- Dictionnaire arabe-hébreu, co-écrit avec Pessah Shinar, 1947.
- L'esclavage du mamelouk, Israel Oriental Society, Jérusalem, 1951.
- Gunpowder and firearms in the Mamluk kingdom: a challenge to a mediaeval society, 1956.
- Studies on the Mamluks of Egypt (1250-1517), Variorum Reprints, Londres, 1977.
- The Mamluk military society (Collected studies), Variorum Reprints, Londres, 1979.
- Outsiders in the lands of Islam: Mamluks, Mongols, and eunuchs (Collected Studies), Variorum Reprints, Londres, 1988.
- Islam and the Abode of War: Military Slaves and Islamic Adversaries, Routledge, Londres, 1994.
- Le phénomène mamelouk dans l'Orient islamique, Presses Universitaires de France, Paris, 1996.
- Eunuchs, Caliphs and Sultans: A Study in Power Relationships, Hebrew University Magnes Press, Jérusalem, 1999.

### Articles (liste non-exhaustive)
- "The Historian al-Jabartī and His Background", Bulletin of the School of Oriental and African Studies, University of London, 1960, p.238.
- "The Muslim city and the Mamluk military aristocracy", Jerusalem: Israel Academy of Sciences and Humanities, 1967.
- "The Mamluks and naval power: a phase of the struggle between Islam and Christian Europe", Jerusalem: Published for the Israel Academy of Sciences and Humanities by the Magnes Press, The Hebrew University, 1965.

## Distinctions

### Prix
- Prix Rotschild (1975) par la fondation Yad Hanadiv (en)[6].